# 熱拉爾·坎戈·韋德拉奧果
熱拉爾·坎戈·韋德拉奧果（法語：Gérard Kango Ouédraogo，1925年9月19日—2014年7月1日）是上伏塔（今布基纳法索）政治人物、外交官。曾於1971年2月13日至1974年2月8日担任共和國總理。1978年至1980年11月25日任布基纳法索国民议会议长。
他出生在布吉納法索瓦希古亞，1956 - 1959年cengz曾在法国国民议会工作。上沃尔特独立后，曾出任该国驻英大使。
1998年5月起任民主联盟终身名誉主席和非洲联盟民主联盟（ADF/RDA），其子吉尔伯特·诺尔·韋德拉奧果（Gilbert Noël Ouédraogo）任主席。
2014年7月1日，韋德拉奧果去世。